# Max Terletzki
Justus Maximilian Terletzki (meist Max Terletzki; † 1903) war ein Orgelbauer in Elbing und Königsberg in Preußen.

## Leben
Max Terletzkis Vater Joachim Terletzki war Organist in Schönbrück bei Allenstein und auch als Orgelbauer tätig. Max lernte bei diesem und gründete 1857 mit dem Bruder August eine Orgelbauanstalt in Elbing. 1860 ging er nach Paris zu Aristide Cavaillé-Coll, wo er elf Monate als ouvrier en orgues arbeitete. Danach kehrte er nach Elbing zurück, wo er mit dem Bruder bis 1871 etwa 60 Orgeln schuf.
1872 gründete Max Terletzki eine eigene Orgelbauanstalt in Königsberg. Insgesamt soll er etwa 190 Orgeln gebaut haben, dazu weitere Umbauten und Reparaturen. Größere dreimanualige Instrumente schuf er in Thorn (St. Johannes), Bartenstein, Kętrzyn (St. Georg), beide erhalten, und Königsberg (Altstädtische Kirche und Altroßgärter Kirche). 1902 übernahm Bruno Goebel die Werkstatt.

## Werkliste (Auswahl)
Orgelneubauten
Von den etwa 190 Orgeln sind einige im heutigen Polen erhalten, die fett markiert sind.
| Jahr | Ort         | Gebäude                                                  | Bild | Manuale | Register | Bemerkungen |
| ---- | ----------- | -------------------------------------------------------- | ---- | ------- | -------- | --- |
| 1872 | Danzig-Ohra | ehem. Jesuiten- und Stiftskirche St. Ignatius von Loyola |      |         | 27       | erhalten, außer Betrieb, renovierungsbedürftig, Prospekt stammt aus der Barockzeit                                                        |
| 1878 | Thorn       | St. Johannes                                             |      | III/P   | 40       | erhalten |
| 1882 | Rastenburg  | St. Georg                                                |      | III/P   | 42       | erhalten |
| 1884 | Kumehnen    | Kirche                                                   |      | II/P    | 16       | nach 1944 zerstört |
| 1886 | Leunenburg  | Kirche                                                   |      | II/P    | 23       | in historischem Prospekt, in den bereits 1745 Adam Gottlob Casparini eine Orgel gesetzt hatte; bis 1898 von Terletzki repariert, erhalten |
| 1886 | Medenau     | Kirche                                                   |      | II/P    | 20       | |
| 1887 | Kutten      | Kirche                                                   |      |         |          | |
| 1895 | Königsberg  | Altstädtische Kirche                                     |      | III/P   | 52       | 1944/45 zerstört |
| 1897 | Königsberg  | Altroßgärter Kirche                                      |      | III/P   | ?        | in Barockprospekt von Adam Gottlob Casparini von 1744/1747, 1913 durch Wilhelm Sauer ersetzt, diese 1944 zerstört                         |

Umbauten und Reparaturen
| Jahr | Ort        | Gebäude             | Bild | Manuale | Register | Bemerkungen                                       |
| ---- | ---------- | ------------------- | ---- | ------- | -------- | ------------------------------------------------- |
| 1879 | Thorn      | St. Marien          |      |         | 31       | Umbauten                                          |
| 1880 | Tilsit     | Deutsche Kirche     |      |         |          | Umbauten, zerstört                                |
| 1882 | Drengfurth | Evangelische Kirche |      |         |          | Pedaleinbau. 1897 Orgelneubau durch Wilhelm Sauer |
| 1888 | Königsberg | Dom                 |      | IV/P    | 56       | umfangreiche Umbauten → Orgel, zerstört           |
| 1890 | Kreuzburg  | Kirche              |      |         |          |                                                   |